# Кохання та інші катастрофи
«Кохання та інші катастрофи» (англ. Love and Other Disasters) — романтична комедія 2006 року режисера Алека Кешишіана.

## Сюжет
Це історія дівчини Джекс (Мерфі), практикантки, що працює в журналі Vogue, та її друзів з Лондона. Вона винаймає квартиру разом із другом-геєм і спить зі своїм хлопцем, з яким уже давно не має серйозних стосунків. Бо впевнена, що справжнє кохання буває тільки в кіно.

## В ролях
- Бріттані Мерфі в ролі Джекс
- Сантьяго Кабрера в ролі Паоло Сармьенто
- Кетрін Тейт в ролі Талули Вентворт
- Стефані Бічам в ролі Фелісіті Вентворт
- Метью Ріс в ролі Питера Саймона
- Гвінет Пелтроу в ролі Голлівудської акторки, яка грає Джекс
- Орландо Блум в ролі Голлівудського актора, який грає Паоло
- Саманта Блум в ролі Пандори

## Касові збори
Під час показу в Україні, що розпочався 6 вересня 2007 року, протягом перших вихідних фільм демонстрували на 20 екранах, що дозволило йому зібрати $47,383 і посісти 4 місце в кінопрокаті того тижня. Фільм опустився на шосту сходинку українського кінопрокату наступного тижня, хоч досі демонструвався на 20 екранах і зібрав за ті вихідні ще $24,410. Загалом фільм в кінопрокаті України пробув 3 тижні і зібрав $116,392, посівши 98 місце серед найбільш касових фільмів 2007 року.

## Факти
Прем'єра фільму в Південній Кореї відбулася 14 червня 2007 року, фільм вийшов під ім'ям «Кохання та катастрофи». Він отримав дуже позитивні оцінки, та зайняв 5 місце за касовими зборами. Під кінець липня, в Південній Кореї було продано понад 270,000 квитків, фільм заробив близько 1,1 мільйона доларів.